# Créationnisme Vieille-Terre
 (février 2020).
Si vous disposez d'ouvrages ou d'articles de référence ou si vous connaissez des sites web de qualité traitant du thème abordé ici, merci de compléter l'article en donnant les références utiles à sa vérifiabilité et en les liant à la section « Notes et références ».

Vue d'artiste du Big Bang.

Le créationnisme Vieille-Terre est une forme de créationnisme qui accepte de reconnaitre l'âge avancé de la Terre, tout en adhérant à la croyance selon laquelle l'événement du Big Bang serait un événement créateur avec Dieu pour auteur. Il se distingue et s'oppose sur certains points au créationnisme Jeune-Terre.

## Théorie du décalage
La théorie du décalage (gap theory) postule qu'il existe un important intervalle de temps entre Gn 1,1 et Gn 1,2. Les six jours de la Création (Gn 1,3–31) sont quant à eux considérés comme ayant bien une durée de 24 heures.
La théorie du décalage a notamment été popularisée par le théologien américain Cyrus Scofield dans sa Bible d'étude annotée (Scofield Reference Bible) publiée en 1917. Il n'est cependant pas le premier à l'évoquer puisqu'en 1814, l'écossais Thomas Chalmers en attribuait déjà la paternité au théologien hollandais du XVIIe siècle Simon Episcopius.

## Créationnisme progressif
La théorie du créationnisme progressif avance que Dieu a créé progressivement l'Univers et la Terre sur une période de plusieurs centaines de millions d'années et non pas en six jours de 24 heures. Les partisans du créationnisme progressif admettent généralement la validité des estimations scientifiques actuelles de l'âge de la Terre[réf. nécessaire].